# Ebba von Engeström
Ebba Mariana von Engeström, född Eketrä 22 juli 1859 i Klara församling, Stockholm, död 14 mars 1946 i Uppsala domkyrkoförsamling, Uppsala, var en svensk rösträttsaktivist och lärare. Hon var ordförande för Föreningen för kvinnans politiska rösträtt i Strängnäs 1907–1908. 